# Wüstendrachen

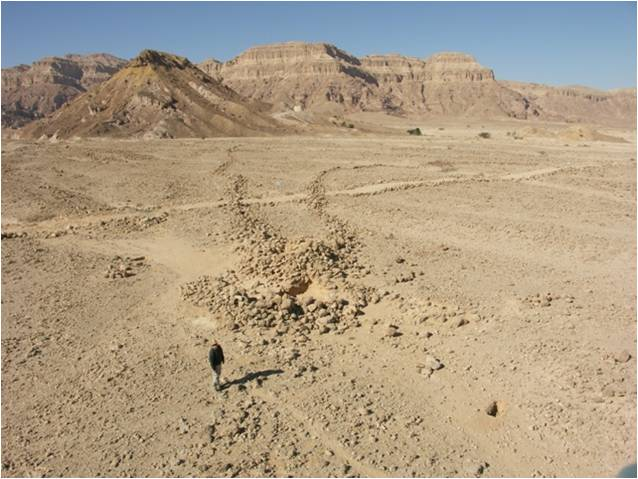
Kopf des Wüstendrachen von Samar in Westjordanien

Mit Wüstendrachen werden in der Archäologie kilometerlange Steinaufschüttungen bezeichnet, deren Ausmaß nur im Luftbild genau erkennbar ist. Sie ähneln spitz zulaufenden Dreiecken oder Hufeisen. Wüstendrachen stammen aus dem Epipaläolithikum und Neolithikum, ihre Verbreitung beschränkt sich auf die Wüstengebiete der Levante, das nordwestliche Saudi-Arabien, Nordafrika und Zentralasien. Sie entstammen der Zeit zwischen 10.000 und 3.000 Jahren vor heute. Lange Zeit war der Zweck der offensichtlich von Menschenhand geschaffenen Strukturen unklar. Ihr Name rührt von der Ähnlichkeit zu lenkbaren Drachen im Luftbild.
Guy Bar-Oz von der Universität Haifa sieht in den nahe der 6000 Jahre alten Siedlung Tell Kuran im Nordosten Syriens entdeckten über 2500 Gazellenknochen eine Bestätigung der lange gehegten Vermutung, dass es sich um prähistorische Tierfallen handelt, mit denen im großen Stil Jagd auf Kropfgazellen gemacht wurde, womit die sich über Jahrtausende hinziehende Dezimierung der heute vom Aussterben bedrohten Art begann. Weltweit leben nur noch 100.000 Exemplare dieser asiatischen Gazellenart.
Ein internationales Forschungsteam datierte 2023 zwei Wüstendrachenanlagen in Jordanien und Saudi-Arabien mitsamt der gefundenen Baupläne auf ein Alter von 8000 und 9000 Jahren.
Die neu entdeckten Wüstendrachen wurden auf Satellitenbildern ausfindig gemacht. 65 % hatten die bereits zuvor bei Wüstendrachen entdeckte Sternform, bei der durch trichterförmig zulaufende Mauern mehrere Auffangpunkte für die Jagdtiere gebildet werden. Bei vielen Sternformen handelte es sich um aufwendige Strukturen mit einer großen Anzahl von Zellen, die an den Sternpunkten sichtbar waren, in einigen Fällen waren es mehr als 10.